# Sarıaliler, Gördes
Sarıaliler là một xã thuộc huyện Gördes, tỉnh Manisa, Thổ Nhĩ Kỳ. Dân số thời điểm năm 2011 là 178 người.